# Montserrath Gauto
Montserrath Gauto (* 29. Dezember 2006) ist eine paraguayische Sprinterin, die sich auf die 400-Meter-Distanz spezialisiert hat.

## Sportliche Laufbahn
Erste internationale Meisterschaftserfahrungen sammelte Montserrath Gauto im Jahr 2022, als sie bei den U18-Südamerikameisterschaften in São Paulo mit 62,94 s im Vorlauf über 400 Meter ausschied. Im Jahr darauf kam sie bei den Südamerikameisterschaften ebendort mit 59,47 s ebenfalls nicht über die Vorrunde hinaus und belegte mit der paraguayischen Mixed-Staffel über 4-mal 400 Meter in 3:39,54 min den vierten Platz. 2024 schied sie bei den Ibero-Amerikanischen Meisterschaften in Cuiabá mit 57,95 s im Vorlauf über 400 Meter aus und belegte mit der Mixed-Staffel in 3:34,79 min den sechsten Platz. Im Jahr darauf verpasste sie bei den Südamerikameisterschaften in Mar del Plata mit 56,68 s den Finaleinzug über 400 Meter und belegte in 3:37,03 min den sechsten Platz in der Mixed-Staffel.
In den Jahren 2023 und 2024 wurde Gauto paraguayische Meisterin im 400-Meter-Lauf.

## Persönliche Bestzeiten
- 200 Meter: 25,43 s (+1,6 m/s), 24. November 2024 in Asunción
- 400 Meter: 56,68 s, 25. April 2025 in Mar del Plata